# Mórka
Mórka (prononciation : [ˈmurka]) est un village polonais de la gmina de Śrem dans le powiat de Śrem de la voïvodie de Grande-Pologne dans le centre-ouest de la Pologne.
Il se situe à environ 9 kilomètres au sud-ouest de Śrem (siège de la gmina et du powiat) et à 43 kilomètres au sud de Poznań (capitale régionale).

## Histoire
De 1975 à 1998, le village faisait partie du territoire de la voïvodie de Poznań.

Depuis 1999, Mórka est situé dans la voïvodie de Grande-Pologne.
Le village possède une population de 320 habitants en 2006.